# Vaysha, l'aveugle
Pour plus de détails, voir Fiche technique et Distribution.
Vaysha, l'aveugle est un film d'animation canadien de court métrage réalisé par Theodore Ushev et sorti en 2016.

## Synopsis
Vaysha n’est pas une jeune fille comme les autres, elle est née avec un œil vert et l’autre marron. Ses yeux vairons ne sont pas l’unique caractéristique de son regard. Elle ne voit que le passé de l’œil gauche et le futur de l’œil droit. Véritable sortilège, sa vision scindée l’empêche de vivre au présent. Elle est aveuglée par le passé et tourmentée par l’avenir; son regard unique est parfaitement divisé en deux temporalités irréconciliables. « Vaysha l’aveugle »… c’est ainsi que tout le monde l’appelait

## Production

### Recherches et écriture
Le film a été écrit en résidence à l'Abbaye Notre-Dame de Fontevraud en 2014. De nombreux décors du film sont inspirés des rues du village et des paysages autour de l'abbaye. 

## Fiche technique
- Titre : Vaysha, l'aveugle
- Réalisation : Theodore Ushev
- Scénario : Theodore Ushev, d'après l'œuvre de Géorgui Gospodinov
- Animateur :
- Montage :
- Musique : Olivier Calvert
- Producteur : Marc Bertrand
- Productrice exécutive : Julie Roy
- Production : Office national du film du Canada
- Pays d'origine :  Canada
- Durée : 8 minutes
- Dates de sortie :
  -  France : 13 juin 2016 (Festival international du film d'animation d'Annecy)

## Distribution
- Caroline Dhavernas : Vaysha

## Distinctions

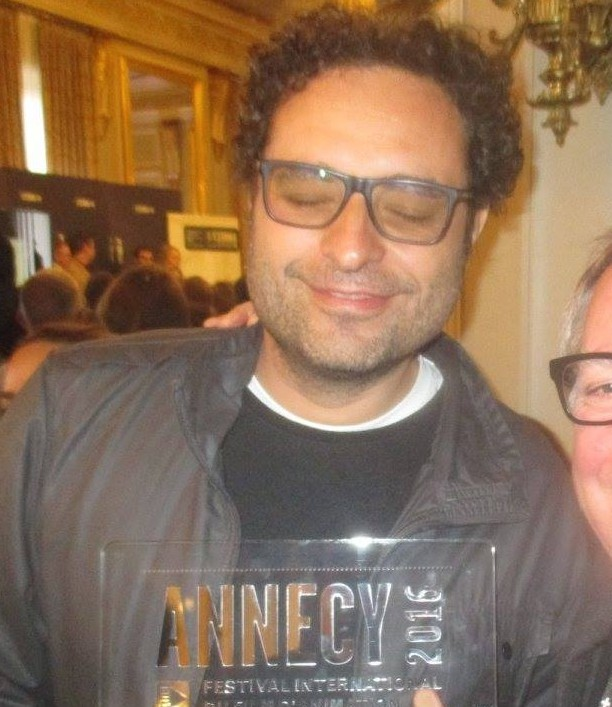
Theodore Ushev recevant le prix du jury junior au festival international du film d'animation d'Annecy 2016.

- Il remporte le pris Iris du Meilleur court ou moyen métrage d'animation au 19e gala du cinéma québécois.
- Il remporte le prix spécial du jury et le prix du jury junior pour court métrage à l'édition 2016 du festival international du film d'animation d'Annecy.
- Il était nommé pour l'Oscar du meilleur court métrage d'animation à la 89e cérémonie des Oscars
- Meilleur court métrage d'animation, Les Rendez-vous Québec Cinéma (ex aequo avec J'aime les filles), 2016[3]
- Prix meilleur court métrage jeunesse, Festival Regard, 2017